# Тургенево (Калининградская область)
Тургенево (нем. Adlig Legitten, Groß Legitten, Jäger-Taktau) — посёлок в Полесском районе Калининградской области. Является административным центром Тургеневского сельского поселения.

## Население
| 2002 | 2010 |
| ---- | ---- |
| 642  | ↗730 |

## История
В XIII веке в Гросс Легиттене была построена кирха. В XIX веке у стены была похоронена баронесса Дженни фон Гуштедт (племянница Наполеона).
25 января 1945 года посёлки Гросс Легиттен и Йегер Тактау были взяты воинами 235-й, 126-й и 325-й стрелковых дивизий 54-го стрелкового корпуса под командованием генерал-лейтенанта А. С. Ксенофонтова 43-й армии. В 1946 году посёлок Гросс Легиттен был переименован в поселок Мордовское, а Йегер Тактау - в посёлок Тургенево.
В начале 1990-х годов посёлок Тургенево, ввиду малочисленности населения, был объединен с поселком Мордовское. Объединенный населенный пункт получил название поселок Тургенево.
Постановлением Правительства Калининградской области от 23 марта 2007 года № 132 кирха получила статус объекта культурного наследия регионального значения. В настоящее время — действующая лютеранская церковь.